# زهرة مروة
زهرة مروة هي شاعرة وصحفيّة لبنانيّة صدرت لها ثلاث مجموعات شعرية هي «جنة جاهزة»، و«الإقامة في التمهيد»، و«الحياة على دفعات»، كما أنها عضوٌ في حركة شهرياد الثقافية التي تستضيف شعراء لبنانين وعربًا كل ثلاثاء في شارع الحمراء، وقد ترجمت منتخبات من قصائدها إلى الألمانية. صدر كتاب يتناول تجربتها الشعرية للناقد والشاعر اللبناني ميشال سعادة، بعنوان «زهرة مروّة في مجموعتيها الشعريتين جنة جاهزة والإقامة في التمهيد، دراسة نقدية تأويلية». تقوم الشاعرة من حين لآخر بترجمة قصائد لشعراء كبار من الفرنسية إلى العربية.

## الحياة المُبكّرة والتعليم
درست زهرة مروة في مدرسة مخصصة فقط للفتيات تابعة للراهبات. بدأت زهرة وهي في سنّ صغير تكتبُ مذكراتها، ثمّ أصبحت مع الوقت تكتبُ نصوصًا قريبة من الشعر، في الوقت الذي تخصَّصت فيهِ في الجامعة في إدارة الأعمال.

## المسيرة المهنيّة
كتبت زهرة مروة أول نصٍّ شعري لها بعد حادثة وفاة قريب لها، فكتبت نصًّا شعريًا يُعبّر عن حزنها فورًا بعد وفاته. لم تكن تتجاوزُ من العمر حينها الثامنة عشرة، لكن ذكرت في حوارٍ صحفيّ لاحق أنّ تلك الكتابة قد خفَّفت من وطأة حزنها، وقد نشرت لاحقا هذه القصيدة في ملحق ثقافي.
نشرت زهرة مروّة في وقتٍ ما كتابًا جديدًا بعنوان «الحياة على دفعات» صادرًا عن دار الروسم العراقية، وهو عبارة عن نصوص شعرية حرة ومكثفة، تتحدث من خلالها عن الغياب والفقدان والوحدة، وفي نفس الوقت تحمل أسئلة وجودية تدفع بالقارئ إلى التفكير في أبسط الأشياء.
صدر لزهرة مروة كتاب «الإقامة في التمهيد» ضمن قسم الأدباء والشعراء عن الدار العربية للعلوم ناشرون عام 2012 في نحو 80 صفحة، وتناولت فيه قصائد غزلية تنطوي على صور شعرية مبتكَرة حاولوتْ فيها ملامسة المشاعر كما ذكرت لاحقًا. ضمَّ الكتاب (67) مقطعًا نثريًا ونصًا شعريًا لعلَّ أبرزها تلك التي صدرت تحتَ عناوين: «للعابرين حق الارتواء»، «ساعة الشعر»، «إلى السكة»، «يأخذ مجده»، «يحلو»، «التقينا»، «بلا حدود».
نشرت زهرة مروة في وقتٍ ما من عام 2012 رواية «جنة جاهزة» عن دار الغاوون وهي رواية قصيرة لا تتجاوزُ عدد صفحاتها الـ 48 صفحة. اعُتبر الكتاب ديوانًا شعريًا أكثر منه رواية، وفيه جمعت مروة عددًا من القصائد القصيرة المكتوبة بسردية معيّنة جامعةً في ذلك بين الحكاية والسخرية والتعليق والوصف والسرد. ضمَّ الديوان 37 عنوانًا بين النثر والشعر لعلَّ أبرزها: «الشجرة المقلوبة»، «العدم والذهب»، «وفي يدي قمر»، «قفزة معلقة»، «رجل صغير»، «ولادة»، «أضغاث مساء»، «خزانة».
أحدث أعمال الكاتبة كان رواية «رسائل نابليون إلى جوزفين» ضمن قسمِ أدب الرسائل عن دار الرافدين للطباعة والنشر والتوزيع عام 2021 في 312 صفحة، وفيه تناولت الكاتبة موضوع رسائل الحب في الأدب العالمي وتحديدًا القائد العسكري نابليون ورسائل الحبّ التي أرسلها لجوزفين المرأة التي أحبها من النظرة الأولى وتعلّق بها أشدّ التعلق. ترجمَت زهرة هذه الرسائل وعرَّفت العالم العربي على جوزفين واسمها الحقيقي روز تاشر وهي أرملة جنرال أُعدم في عهد الثورة الفرنسية ونجت هي من المقصلة بتدخّل بعض الأصدقاء النافذين لتجد نفسها أرملة وأمًّا لشاب وحيد هو “أوجين” وبنت هي “هروتانس” مع لقب فخم ورثته عن زوجها الأول، إلى أن وقعَ نابليون بونابرت في حبّها. قالت زهرة عن هذا الكتاب أنه كتابٌ يضمُّ مراسلات لا تتكرر بسهولة، مثل حدث نادر يصادف الشخص مرة في العمر كما تقول.

## آراء
ترى زهرة أنَّ «الشاعر العظيم هو من يتقن اللعب بالألفاظ والمعاني ويعرف سر نسج القصيدة، أي يدخل إلى مطبخ القصيدة ويواكب ولادتها في كل مراحلها، بالإضافة إلى أنه يقرأ الشعر ويتابع التجارب الشعرية في عصره وفي غير عصره.» مؤكّدة في الآن نفسه على أن الإنسان الذي يكتبُ الشعر بمسؤولية وبشغف في آنٍ، ويُطالع الكتب الشعرية والنقدية بإمكانه أن يكون ناقدًا بكل سهولة.
ترى زهرة أيضًا أن الكُتب الإلكترونيّة تُساعد في الترويج للشاعر ولنتاجه، لكنها تُحذر في الوقت نفسهِ من القرصنة الإلكترونية ناصحةً الكتاب بالبحث في هذا الموضوع والاستفسار في هذه الناحية من أجل حماية نفسه وأعماله.

## قائمة أعمالها
هذه قائمةٌ بأبرز أعمال الكاتبة والشاعرة اللبنانيّة زهرة مروّة:
- جنة جاهزة[18][19]
- الإقامة في التمهيد[20][21]
- الحياة على دفعات[22][23]